# Hirudinella fusca
Hirudinella fusca är en plattmaskart. Hirudinella fusca ingår i släktet Hirudinella och familjen Hirudinellidae. Inga underarter finns listade i Catalogue of Life.